# Heel (professioneel worstelen)
De term heel (Engelse uitspraak: hiel, mv: -s) duidt in het professioneel worstelen op een personage dat een slechterik vertolkt. De "heel" wordt kayfabe uitgebeeld door een worstelaar met als primaire doel uitgejouwd te worden door het publiek. Een "heel" is de antagonist en de tegenhanger van een face, de held van een fictief verhaal.

## Definitie
Een "heel" karakteriseert zich vooral door het uiten van immoreel gedrag alsmede door het psychologisch exploiteren van de tegenstander. In de meeste gevallen betreft dit een "face", maar het gaat soms ook om een "heel" die dezelfde belangen ambieert. Meerdere "heels" kunnen als dusdanig elkaar provoceren en bestoken. Demoraliserende persoonlijkheidskenmerken als arrogantie, minachting ten aanzien van het publiek en lafhartigheid zijn niet zeldzaam. Een "heel" zal er tevens niet voor terugdeinzen de spelregels te omzeilen en tracht voortdurend vals te spelen. Het meest prominente doel van de "heel" is om de "face" te belemmeren in diens zoektocht naar succes. De Mexicaanse stijl etaleert dan weer enkele visuele kenmerken. Een "heel" draagt donkere kledij en wordt doorgaans in verband gebracht met krachtige, robuuste worstelaars. Ze hanteren een zeer fysieke stijl van worstelen en hebben tevens een gedemoniseerd karakter. Wanneer een "heel" bij het aansnijden van een nieuwe verhaallijn onverhoeds verandert in een "face", bestaat de kans dat hij of zij enkele negatieve karaktertrekken behoudt. Een bekend voorbeeld hiervan is The Miz. 

## Geschiedenis
De term ontstond in de jaren '40 van de 20e eeuw, maar de typering van een "heel" is vandaag nog steeds hetzelfde. De "heel" maakt gebruik van verschillende illegale tactieken om een wedstrijd naar zijn hand te zetten. Hij of zij gaat bijvoorbeeld de scheidsrechter beïnvloeden of de tegenstander aanvallen met onreglementaire objecten zoals een stoel. In de beginjaren van het Amerikaanse televisieworstelen werd de "heel" om patriottische redenen vertolkt door buitenlandse worstelaars. Het begrip "heel" werd reeds gebruikt in de jaren '40. George Wagner was toen de eerste worstelaar die het woord "heel" introduceerde. Hij speelde een flamboyant personage genaamd "Gorgeous George". Het publiek dat zijn wedstrijden bijwoonde hoopte navenant dat Wagner zou verliezen. Men ging als dusdanig volledig mee in het verhaal. Latere worstelpromoties pikten Wagners manier van verhaalvertelling in de ring achteraf op. Hij wordt daarom beschouwd als de eerste "heel" uit de geschiedenis van het professioneel worstelen.

## Bekende voorbeelden

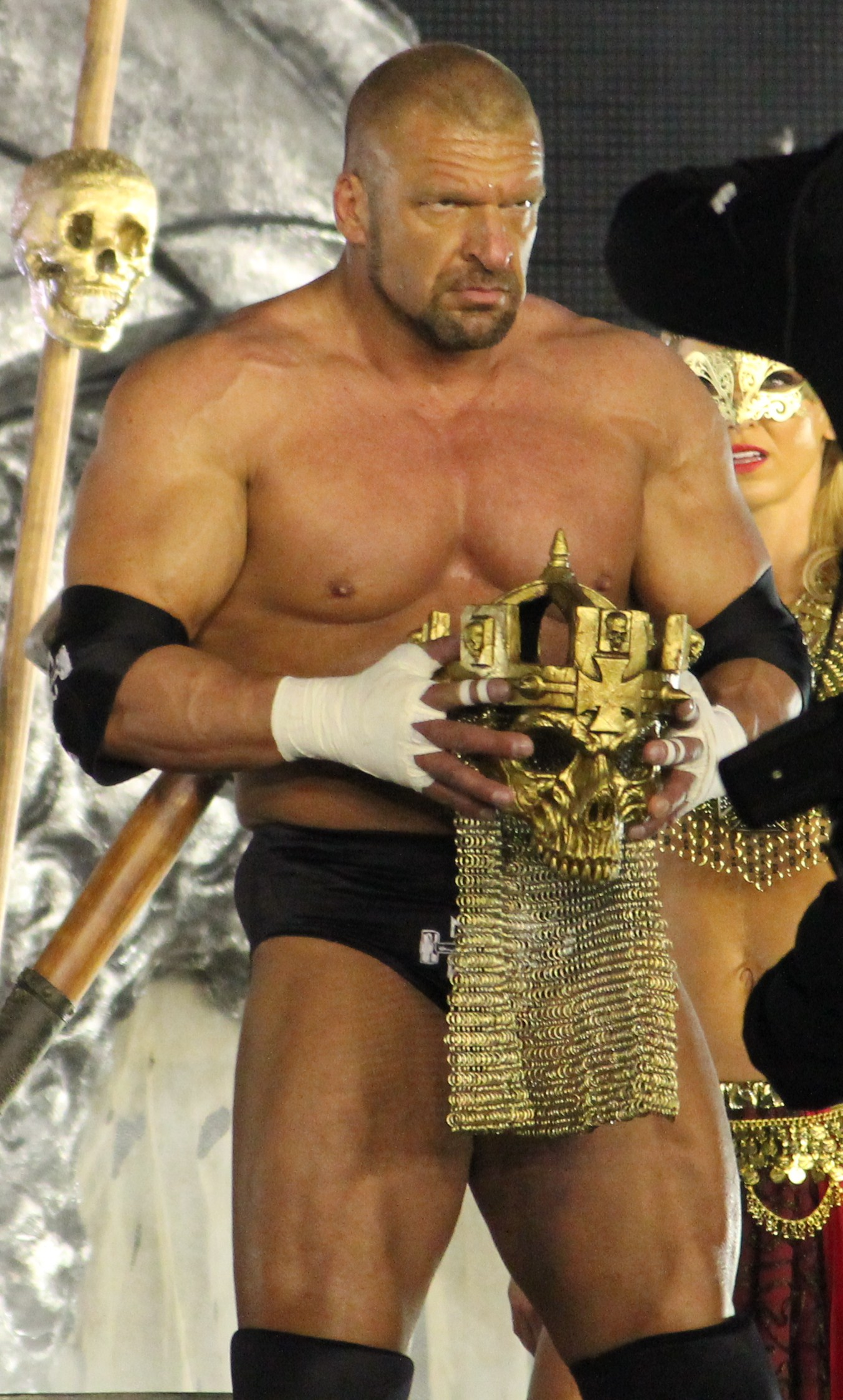
Hunter Hearst Helmsley (Triple H) speelde het grootste deel van zijn carrière de rol van "heel"

Er bestaan verschillende typen personages die een "heel" kunnen voorstellen. Het gebeurt weleens dat worstelaars toch worden toegejuicht, ondanks hun rol als "heel". Een zeer bekend voorbeeld hiervan is Hunter Hearst Helmsley (Triple H). Eerst met Shawn Michaels en Chyna als lid van de worstelgroep D-Generation X die enorm populair werd, daarna als oprichter van de zelfingenomen worstelgroep Evolution en later als een fictieve, corrupte COO. Dit effect ontstaat omdat de "heel" het publiek vermaakt. Men stemt zich tevreden met het entertainment dat door de acties van de "heel" wordt opgewekt. De meest invloedrijke "heel" is wellicht The Undertaker, die in de jaren '90 een esoterisch, duister personage met een zeker assortiment aan buitenaardse eigenschappen speelde. De rol van verwaande Hollywoodacteur was weggelegd voor Dwayne "The Rock" Johnson, terwijl Ric Flair zich zelfverklaard de meest welgevormde kampioen vond.
Shawn Michaels was hoofdzakelijk een "heel" tijdens de eerste helft van zijn loopbaan (1984-1998), maar speelde daarna louter een "face" (2002-2010). Soms beschimpt het publiek een worstelaar hoewel deze bewuste reactie niet de exacte bedoeling is van de worstelpromotie. Sinds het uiteenvallen van de worstelgroep The Shield (begin juni 2014) verguisde een significant aantal fans van de promotie World Wrestling Entertainment (WWE) het personage Roman Reigns (Joe Anoa'i), die deel uitmaakte van The Shield. Reigns werd door fans weggehoond omwille van een vermeend kleurloos en oppervlakkig karakter. Reigns was tussen de zomer van 2014 en september 2020 een "face", maar werd behandeld als een "heel". Enkele worstelaars brengt men uitsluitend in verband met hun rol als "heel". Hieronder een lijst met enkele bekende "heels":
| - Triple H - Ric Flair - Shawn Michaels - The Rock - The Undertaker - Chris Jericho - The Miz - Razor Ramon - Randy Orton - Edge |